# Mirosław Chałubiński
Mirosław Chałubiński (ur. 1949) – polski socjolog, filozof, historyk idei.

## Życiorys
W 1973 roku  ukończył studia magisterskie w Instytucie Socjologii na Uniwersytecie Warszawskim. Dalszy jego rozwój naukowy związany był z tą uczelnią. Stopień doktora uzyskał w 1982 roku.  Praca została opublikowana pod tytułem Polityka i socjologia (Warszawa 1991). Rozprawa habilitacyjna (Antropologia i utopia) ukazała się w 1992 roku. W dniu 15 lipca 2011 r. otrzymał tytuł naukowy profesora nauk humanistycznych.
W latach 2000–2001 zajmował stanowisko kierownika Zakładu Historii Myśli Społecznej Instytutu Socjologii Uniwersytetu Warszawskiego. Od 2001 roku jest kierownikiem Zakładu Socjologii Wiedzy w Instytucie Socjologii Uniwersytetu Zielonogórskiego. Pracuje także w Akademii Humanistycznej im. Aleksandra Gieysztora w Pułtusku. Jest redaktorem serii wydawniczej dzieł Ericha Fromma. Opracowane przez niego hasła (Komunizm i Socjalizm, Ludwik Krzywicki) zostały zamieszczone w Encyklopedii Socjologii. Przygotował wraz z prof. Ewą Nowicką księgę jubileuszową dla Jerzego Szackiego (Idee a urządzanie świata społecznego, Wyd. Naukowe PWN, Warszawa 1999). Od 1985 związany z Colloquia Communia – pismem z dziedziny filozofii, socjologii, ekonomii politycznej, psychologii społecznej (wyd. Adam Marszałek, Toruń). Od 2006 roku jest przewodniczącym Sekcji Historii Socjologii Polskiego Towarzystwa Socjologicznego.
Zainteresowania naukowo-badawcze: historia myśli socjologicznej (zwłaszcza polskiej), socjologia polityki,  socjologia wiedzy.
Autor około 100 publikacji naukowych. 

## Opublikowane książki
- Polityka i socjologia (Wyd. Uniwersytetu Warszawskiego, Warszawa 1991).
- Antropologia i utopia (wyd. Scholar, Warszawa 1992).
- Polityka i socjologia. Studium koncepcji Juliana Hochfelda (Wyd. Uniwersytetu Warszawskiego Warszawa 1999).
- Niepokoje i afirmacje Ericha Fromma (Dom Wydawniczy Rebis, Warszawa 2000) .
- Fromm (Wiedza Powszechna, seria Myśli i Ludzie, Warszawa 19931; 20052 zmienione, ISBN 83-214-1346-3).
- Stanisław Ossowski (Seria: Myśli i Ludzie, Wyd. Wiedza Powszechna Warszawa 2007).
- Socjologia i polityka: o koncepcjach społecznych i naukowych Stanisława Ossowskiego (Wyd. Akademia Humanistyczna im. A. Gieysztora, Pułtusk 2010).